# Hydropsyche annulata
Hydropsyche annulata är en nattsländeart som först beskrevs av Georg Ulmer 1905.  Hydropsyche annulata ingår i släktet Hydropsyche och familjen ryssjenattsländor. Inga underarter finns listade i Catalogue of Life.